# Akzidens (Philosophie)
Das Akzidens (von lat. accidens; Plural: Akzidentien), auch manchmal Akzidenz, bezeichnet das nicht Wesentliche (das nicht Essentielle), das sich Verändernde, das Zufällige (griech. symbebêkos) im Gegensatz zur Substanz. Akzidentiell sind hierbei alle der Substanz anhaftenden, ihr jedoch nicht wesentlichen oder notwendigen Bestimmungen.

## Akzidens bei Aristoteles
Die Unterscheidung von Substanz und Akzidens wurde von Aristoteles in die Philosophie eingeführt. Er teilt die Prädikation in zehn grundlegende Kategorien. Dabei unterscheidet er die Kategorie der Substanz (bei Aristoteles: altgriechisch ‚ousia‘) als das zu Bestimmende von den anderen neun, den Akzidentien Quantität, Qualität, Relation, Zeitbestimmung, Ortsbestimmung, Tätigkeit, Leiden, Lage und Besitz, die die Substanz durch die Aussage bestimmen. Die klassische Stelle in Aristoteles’ Schrift über die Kategorien lautet:

„Mit ‚in einem Zugrundeliegenden‘ meine ich, was in etwas ist, nicht als ein Teil, und nicht getrennt von dem existieren kann, worin es ist. Zum Beispiel ist das individuelle grammatische Wissen in einem Zugrundeliegenden, der Seele […] und das individuelle Weiß ist in einem Zugrundeliegenden, dem Körper.“

Das Zugrundeliegende, lateinisch substantia oder lateinisch substratum, entspricht bei Aristoteles der Substanz und das, was darin ist, den Eigenschaften oder Akzidentien. Dass mit dem Zugrundeliegenden tatsächlich individuelle Dinge im Sinne eines ontologischen Partikularismus gemeint sind, wird an folgender Stelle klar:

„Substanz aber ist die hauptsächlich und an erster Stelle und vorzüglich genannte, die weder von einem Zugrundeliegenden ausgesagt wird, noch in einem Zugrundeliegenden ist, zum Beispiel der individuelle Mensch oder das individuelle Pferd.“

Grammatisches Wissen ist bei Aristoteles daher ein Beispiel für eine Eigenschaft, als Substanz bezeichnet er hingegen die Seele oder den individuellen Menschen.

## Scholastik und Neuthomismus
Große Bedeutung erlangte der Begriff im Kontext der scholastischen Philosophie bei Thomas von Aquin. Bei ihm heißt es: „Accidentis esse est inesse“, also: „Für ein Akzidens bedeutet zu sein, an etwas zu sein.“ In die gleiche Richtung geht sein „Accidens non est ens sed entis“, also: „Ein Akzidens ist kein Seiendes, sondern ein zu etwas Seiendem Gehörendes.“
Es wird also zwischen realem Akzidens, welches durch Gottes Allmacht getrennt von der Substanz fortexistiert, und den akzidentiellen Formen unterschieden. Diese sind jedoch nicht unabhängig oder selbständig von der Substanz, sie werden vielmehr als untrennbar und anhaftend an die Substanz angesehen.
In der Scholastik wie auch im Neuthomismus wird das Verhältnis von Akzidens zur Substanz auch bezogen auf das Verhältnis von Körper zur Seele, wobei der Körper das Akzidens darstellt. Hieraus leitet sich in der Eucharistielehre eine Erklärung des Geschehens während der Heiligen Messe ab. Während die Akzidentien, d. h. die Eigenschaften von Brot und Wein erhalten bleiben, ändert bzw. verwandelt sich die Substanz, d. h. das Wesen (also gerade nicht die Materie) der eucharistischen Gaben in Leib und Blut des auferstandenen Christus. Diese Auffassung wird in der Theologie als Transsubstantiationslehre bezeichnet.

## Wandel im 17. Jahrhundert
Im 17. Jahrhundert wandelte sich die Auffassung vom Verhältnis der Substanz zum Akzidens und ihrer Trennung. René Descartes, Thomas Hobbes u. a. lehnten die Existenz von „realen“ Akzidentien ab. Die Entgegensetzung von Substanz und Akzidens verschwand oder wurde in wachsendem Maße materialistisch gedeutet.
Für Spinoza gab es nur noch eine einzige unendliche Substanz. Die Akzidentien werden zu Attributen oder Modi dieser Substanz. Diese Auffassung besteht auch heute noch mehr oder weniger fort.

### Kant
Kant referiert in einer seiner Schriften eine vierfache Unterscheidung von Prädikaten in Essentialia, Attributa, Modi und Relationes. Essentialia kommen dem Subjekt unmittelbar und a priori zu, Attribute mittelbar, aber noch apriori, Modi sind unmittelbare Eigenschaften, aber nicht-apriori und Relationen weder mittelbar noch a priori. Modi sind „Zustände“ einer Substanz, „Relationes“ ihre Beziehungen zu anderen Substanzen. Attribute sind diejenigen Prädikate, die nicht intensionaler Bestandteil des Gattungsbegriffes der Substanz sind. Insofern einem Individuum ein besonderes Attribut zukommen kann, das die anderen Mitglieder der Gattung nicht teilen, sind außer den Essentialia alle diese Eigenschaftsklassen möglicherweise Akzidentien. Allgemein-notwendige Attribute gibt es nach Kant aber auch, gerade sie sind es, die einem Subjekt in einem synthetischen Urteil a priori zugesprochen werden (vgl. Immanuel Kant: AA VIII, 226–246).
Erkenntnistheoretisch besteht zunächst kein Unterschied zwischen Repräsentationen von Substanzen und Akzidentien im Gemüt. Beide sind gleichrangige Bestandteile von kategorischen Urteilen. „Dieser Ball ist rot“ und „Dieses Rote ist ballförmig“ sind gleichermaßen korrekte Urteile über einen roten Ball. Erst durch das Schema der Substanz, die Beharrlichkeit in der Zeit, können Substanz und Akzidens sinnvoll unterschieden werden (vgl. Immanuel Kant: AA III, 137–138).
Durch Generalisierung des Schemas über aller Erscheinungen ergibt sich als erste Analogie der Erfahrung die Beharrlichkeit der Materie der Erscheinung als „Ursubstanz“. Deren wesentliche Eigenschaften erschließen sich der menschlichen Erkenntnis jedoch nicht (vgl. Immanuel Kant: AA III, 224).
Für Akzidentien im Sinne der veränderlichen Eigenschaften ist dann der dritte Grundsatz aus den Analogien der Erfahrung: Jede Veränderung geschieht nach dem Gesetze der Verknüpfung der Ursache mit der Wirkung, also aus Kausalität und nach Regeln. Diese Analogie ist Kants auf Erscheinungen beschränkte Version des Satzes vom zureichenden Grund.